# 659 TCN
659 TCN là một năm trong lịch La Mã.